# Веществено доказателство (български филм)
„Веществено доказателство“ е български игрален филм (драма) от 1991 година на режисьора Борислав Пунчев, по сценарий на Борислав Пунчев. Оператор е Цанчо Цанчев. Създаден е по новелата „Козя брада“ на Йордан Радичков. Музиката във филма е композирана от Кирил Дончев.

## Актьорски състав
- Ивайло Христов – Исай
- Мария Найденова – жената на Исай
- Вера Дикова – майката на Исай
- Никола Ханджийски – овчарят на частниците
- Кирил Господинов – председателят
- Стоян Гъдев – ловец
- Станислав Пищалов – ловец
- Николай Кимчев – ловец
- Гаврил Цонков – съветник
- Тодор Митев – ловец
- Йордан Мурджев – ловец
- Иван Янчев – овчарят Вакрил
- Светозар Кокаланов – Трети торлак
- Никола Тодев – Първи торлак
- Стоян Стоев – Втори торлак
- Александър Дойнов – бригадирът Лико
- Димитър Георгиев – прислужникът Гоца
- Боряна Пунчева – козарката
- Любомир Миладинов – пъдарят
- Досьо Досев – ловец
- Пепа Николова – кръчмарката
- Стефан Стайчев
- Владимир Давчев (като Владо Давчев)
- Иван Григоров – кларинетистът
- Димитър Манчев – тромпетистът
- Коста Карагеоргиев – музикантът с тубата
- Ралица Георгиева
- Цветомира Ганчева
- Цветелина Чобанова
- Велико Стоянов
- Арахангел Митев
- Едвард Топузян
- Иван Антонов
- Тодор Тодоров
- Методи Атанасов
- Васил Дишлянов